# 1-溴金刚烷
1-溴金刚烷（英语：1-Bromoadamantane）是一种有机溴化合物，分子式为 (CH2)6(CH)3CBr。该化合物是一种无色固体，是金刚烷的衍生物，在四个等效次甲基位置之一上有一个溴原子。属于叔烷基溴，不易形成有机金属衍生物。然而，它与瑞克钙形成有机钙衍生物，其功能类似于格氏试剂。